# 佐野新都市バスターミナル
座標: 北緯36度17分41.8秒 東経139度36分4.9秒 / 北緯36.294944度 東経139.601361度

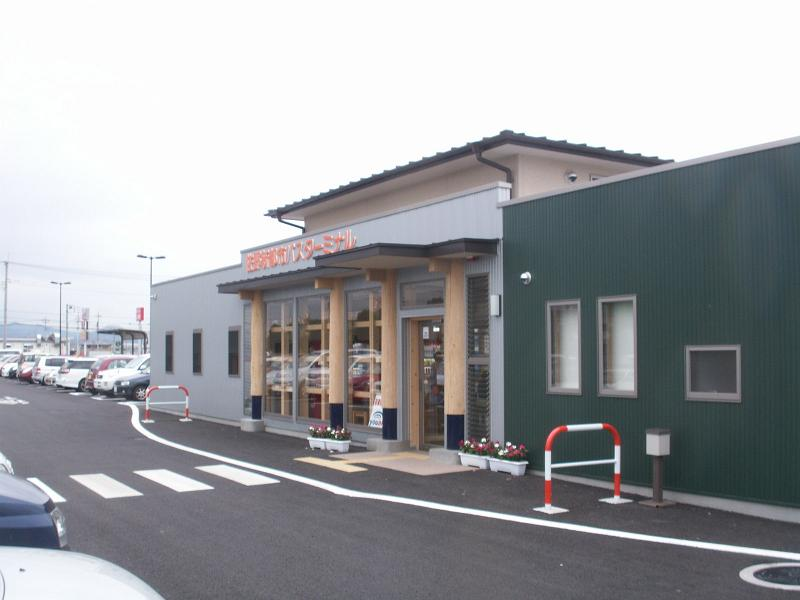
（2007年8月）駐車場側

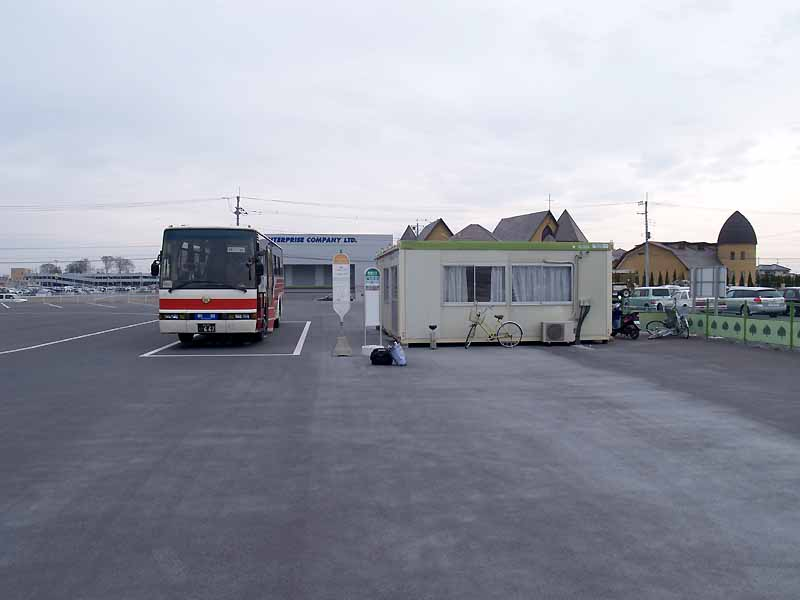
（2005年3月）

佐野新都市バスターミナル（さのしんとしバスターミナル）は、栃木県佐野市が設置し、運営・管理をジェイアールバス関東に委託しているバス停留所、有料駐車場である。

## 概要
2002年（平成14年）に現在地より少し離れた場所でのプレハブの待合室と駐車場の小規模なバスターミナルを開設。その後本格的なバスターミナル建設が進み、隣接する佐野プレミアム・アウトレット内発着の高速バスの一部路線を当バスターミナル経由としたり乗務員休憩室等を設けて、2007年（平成19年）1月16日より、バスターミナルとしての本格稼働開始となる。
ターミナル建物は木造平屋建で、乗車券発売窓口と待合室、トイレ、乗務員休憩室がある。乗車券販売窓口ではJRバス関東社員が高速バス乗車券の販売を行なっている。2007年11月から、バスターミナルを発着するすべての高速バスの発券が可能となった。
バスタ新宿、王子駅から当バスターミナルまで深夜便「ミッドナイトマロニエ号」（JRバス関東）も運行されていたが現在は運行休止となっている。

## 主な施設
- 路線・高速バス乗降場
- 待合室、トイレ、飲料水・佐野ラーメン自動販売機、市内観光パンフレット
- 乗車券・定期券発売窓口（高速バス・佐野市生活路線バス）
- 24時間利用可能の有料駐車場
  - バスターミナル内に売店は存在しないがローソンが隣接している。
- ハイウェイカフェBT（ジェイアールバステックが運営するキッチンカータイプのカフェ）

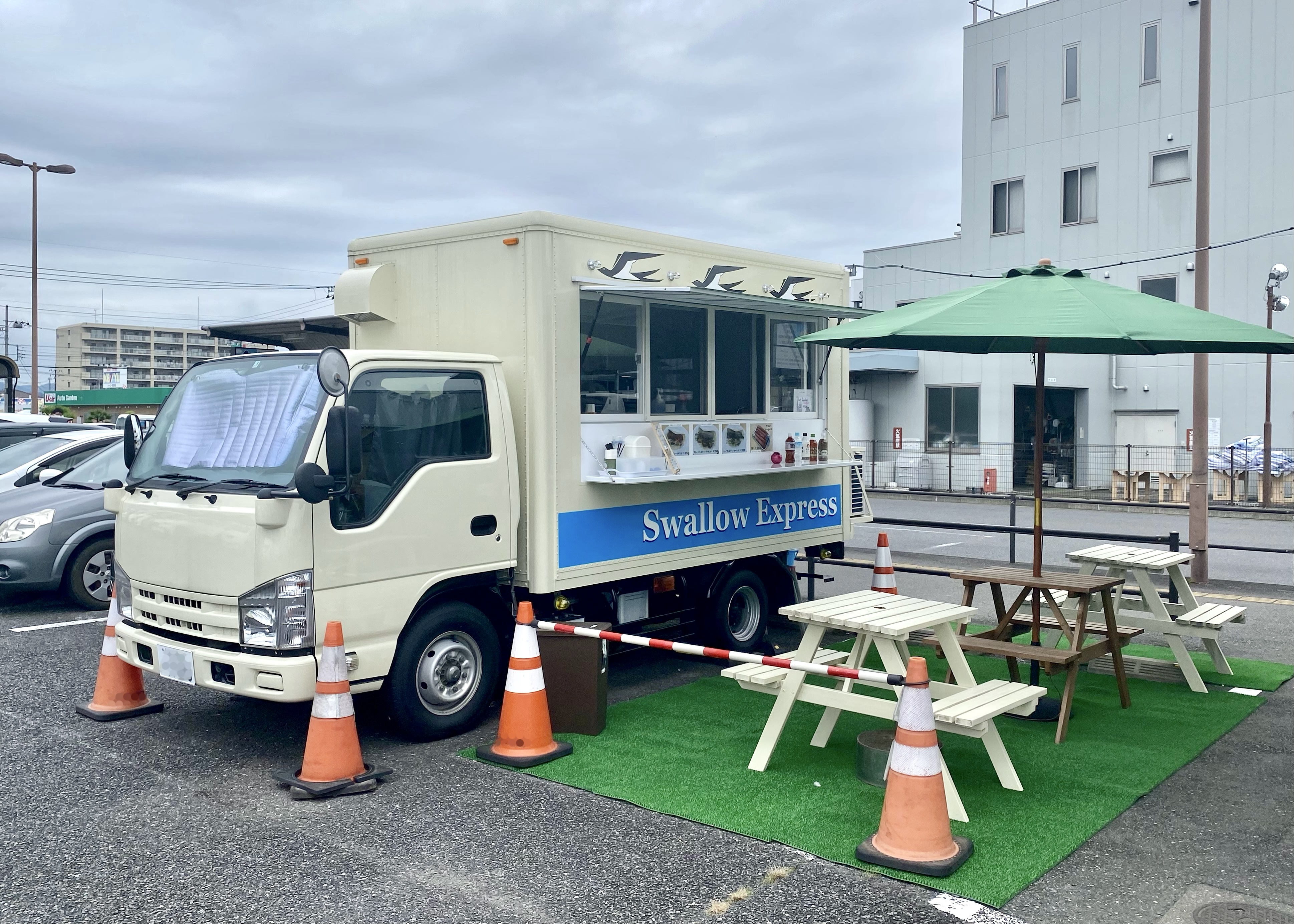
JRバステックが運営するカフェ

## バスのりば
- 1番
  - 路線バス 佐野市内・佐野駅循環＜左回り、右回り＞（関東自動車佐野新都市線）
- 2番
  - 高速バス マロニエ新宿号（JRバス関東）王子駅・池袋駅東口経由 バスタ新宿（新宿駅新南口）行
  - 高速バス マロニエ東京号（JRバス関東）王子駅経由 東京駅日本橋口行　※下り佐野方面は東京駅八重洲南口6番のりばから出発
- 3番
  - 空港直行バス マロニエ羽田号（関東自動車）羽田空港行
- 4番

  - 空港直行バス マロニエ成田号（関東自動車）成田空港行
  - 夜行高速バス 名古屋線（福島交通）名古屋・名鉄バスセンター行[1][2][3][4]
  - 直行バス 栃木県運転免許センター行（足利中央観光バス）※平日のみ運行（但し、運転免許センター休館日は運休）
- 5番
  - 生活路線バス「さーのって号」［植下高萩線］1系統 高萩町・植下町・市役所方面 佐野駅行
  - 生活路線バス「さーのって号」［犬伏線］2系統 米山市営住宅・犬伏新町・相生町・市役所方面 佐野駅行
  - 栃木市「ふれあいバス」［岩舟線］ 岩舟駅・静和駅入口方面 栃木駅南口行　※平日のみ運行
  - 栃木市「ふれあいバス」［岩舟線］ 道の駅みかも行・とちぎ花センター前行　※平日のみ運行